# Иващенко, Иван Игнатьевич
Иван Игнатьевич Иващенко (1916—2001) — майор внутренних войск МВД СССР, участник Великой Отечественной войны, Герой Советского Союза (1943).

## Биография
Иван Иващенко родился 30 июня (по новому стилю — 13 июля) 1916 года в селе Майорка (ныне — Днепровский район Днепропетровской области Украины). После окончания семи классов школы работал в колхозе. В 1937—1940 годах проходил службу в Рабоче-крестьянской Красной Армии. Участвовал в польском походе. В июне 1941 года Иващенко повторно был призван в армию. С 1942 года — на фронтах Великой Отечественной войны. К сентябрю 1943 года гвардии младший лейтенант Иван Иващенко командовал пулемётной ротой 10-го гвардейского стрелкового полка 6-й гвардейской стрелковой дивизии 13-й армии Центрального фронта. Отличился во время битвы за Днепр.
В ночь с 22 на 23 сентября 1943 года Иващенко со своей ротой успешно переправился через Днепр в районе села Комарин Брагинского района Гомельской области Белорусской ССР и принял активное участие в боях на его западном берегу. 30 сентября Иващенко возглавлял работы по переправе батальона через Припять в районе села Плютовище Чернобыльского района Киевской области Украинской ССР.
Указом Президиума Верховного Совета СССР от 16 октября 1943 года за «образцовое выполнение боевых заданий командования на фронте борьбы с немецкими захватчиками и проявленные при этом мужество и героизм» гвардии младший лейтенант Иван Иващенко был удостоен высокого звания Героя Советского Союза с вручением ордена Ленина и медали «Золотая Звезда» за номером 754.
С 1943 года Иващенко служил в Харьковском конвойном полку Внутренних войск НКВД СССР. В 1951 году он окончил Рижскую школу усовершенствования офицерского состава МВД СССР, после чего продолжал службу во внутренних войсках. В 1961 году в звании майора он был уволен в запас. Проживал в Днепропетровске. Умер 22 октября 2001 года, похоронен на Краснопольском кладбище Днепропетровска
Был также награждён двумя орденами Отечественной войны 1-й степени, орденом Красной Звезды, рядом медалей.